# Umm 'Umara Nusayba
Umm ʿUmāra Nusayba bint Kaʿb, al-Anṣāriyya al-Khazrajiyya al-Najjāriyya al-Māziniyya (in arabo نسيبة بنت كعب‎?; Medina, ... – 634) è stata una Sahaba.
Appartenente al clan medinese dei Banū Māzin b. al-Najjār, della tribù dei Banu Khazraj, Umm ʿUmāra Nusayba era conosciuta anche con il laqab di Umm ʿUmāra (in arabo: "madre di ʿUmāra"), fu tra i primi convertiti della città di Yathrib (poi Medina) e fu una delle due donne che parteciparono alla Seconda 'Aqaba e alla pronuncia nel giugno del 622 della solenne Bayʿat al-ḥarb ("Giuramento di guerra") tra Maometto e 74 esponenti della città di Yathrib: prodromo dell'Egira del mese successivo.
Fece quindi parte della schiera dei Sahaba del Profeta e fu donna d'indomito coraggio. Nusayba infatti s'impegnò più volte in combattimento per la causa dell'Islam, da Badr a Uḥud, dalla Battaglia del Fossato a quella di Ḥunayn. 

Sorella di ʿAbd Allah b. Kaʿb al-Māzinī (che combatté a Badr) e madre degli Shahīd (màrtiri) ʿAbd Allah e Ḥabīb (? - 630). Era sposata con Wahb al-Aslamī, da cui ebbe il figlio Ḥabīb b. Wahb. Dopo la morte di Wahb andò in sposa a Zayd ibn ʿAṣim al-Māzinī, da cui ebbe ʿAbd Allāh ibn Zayd al-Māzinī, che uccise Musaylima nella battaglia della Yamama vendicando così la morte del fratello Khubayb ibn Zayd ibn ʿAṣim, ucciso dallo stesso Musaylima e trovando a sua volta la morte nella battaglia della Seconda Harra del 63 dell'Egira.
Nella battaglia di Uhud (23 marzo 625) Umm ʿUmāra si mise in luce difendendo strenuamente con spada e arco lo stesso profeta Maometto, in gravi difficoltà e semisvenuto per le ferite ricevute, venendo colpita a sua volta dodici volte, una delle quali da un colpo alla spalla infertole da ʿAbd Allāh Ibn Qamiʾa al-Laythī, dal quale guarì solo dopo un anno.